# Alicia Fernández
Alicia Fernández (Buenos Aires, 1946-Buenos Aires, 28 de febrero de 2015) fue una psicopedagoga formada en la Facultad de Psicopedagogía de la Universidad del Salvador de Buenos Aires, egresada en 1968.
Ha tenido un papel fundamental en el desarrollo y formación de profesionales psicopedagogos en toda la América Latina, e inclusive en Portugal. Sus libros son mucha de la base teórica de estudios recientes en esa área.
Fue directora de E.Psi.B.A., que originalmente se llamaba Escuela Psicopedagógica de Buenos Aires, y después del crecimiento de su ámbito de aplicación, pasó a denominarse Espacio Psicopedagógico Brasil Argentina y actualmente, gracias a su continua expansión pasó a ser el Espacio Brasileño-Argentino-Uruguayo. Esa destacada evolución coincide con el propio avance de la psicopedagogía, y la relevancia de la obra de Fernández, en el proceso. 
Su actuación se inició partiendo de Buenos Aires, y pasando por el interior de la Argentina e inclusive por otros países, donde están actuando núcleos de trabajo permanente, a través de cursos de posgrado y de seminarios periódicos en diversas ciudades brasileñas y argentinas, o en Montevideo.

## Algunas publicaciones
- 1987. "La inteligencia atrapada". Editorial Nueva Visión, Buenos Aires. Once ediciones. 295 pp. ISBN 950-602-143-0. Traducido al portugués por la Editorial "Artes Médicas" de Brasil con el título: "A inteligencia aprisionada".

- 1992. "La sexualidad atrapada de la señorita maestra: una lectura psicopedagógica del ser mujer, la corporeidad y el aprendizaje". Editorial Nueva Visión, Buenos Aires. Ocho ediciones. 223 pp. ISBN 950-602-263-1. Traducido al portugués por la Editorial "Artes Médicas" de Brasil con el título: "A mulher escondida na professora".

- 2000. "Poner en juego el saber". Editorial Nueva Visión, Buenos Aires. 219 pp. ISBN 950-602-414-6. Traducido al portugués por Editora Artes Médicas de Brasil con el título: "O saber em jogo".

- 2000b. "Los idiomas del aprendiente". Editorial Nueva Visión, Buenos Aires. 301 pp. ISBN 950-602-419-7. Traducido al portugués por Editora Artes Médicas de Brasil con el título: "Os idomas do aprendente".

- 2000c. "Psicopedagogía en psicodrama". Editorial Nueva Visión, Buenos Aires. 271 pp. ISBN 950-602-421-9. Traducido al portugués por Editora Vozes de Brasil con el título: "Psicopedagogia em psicodrama".

- 2011. "La atencionalidad atrapada" . Ed. Nueva Visión, Buenos Aires. Traducido al portugués como "A atenção aprisionada" por Ed. Penso / Grupo A.

### Coautora de libros
- "Paixao de aprender". Comp. Esther Pilar Grossi. Editorial Vozes, San Pablo.

- "Trastornos Narcisísticos no psicóticos". Comp. Ricardo Rodulfo. Editorial Paidós, Buenos Aires.

## Honores
- Título de Miembro Honorario de la Asociación Brasileña de Psicopedagogía, a nivel nacional (Associação Brasileira de Psicopedagogia- ABPp). São Paulo. Julio de 2009. Primer profesor extranjero en recibir dicha distinción en la historia de la Asociación Brasileña de Psicopedagogía.[2]

### Premios científicos y reconocimientos nacionales e internacionales
- Universidad de San Marcos, Honra de Mérito. 12 de abril de 2007. Brasil.

- Facultad de Educación PUC/SP-Centro Académico de Educación "Professor Joel Martins". VII Semana de Educación. "Educação para a vida no mundo contemporáneo". Septiembre de 1998. Brasil.

- Asociación Brasileña de Psicopedagogía. Agradecimiento por Transmitir los conocimientos de Maud Manoni: "Fazer do obstáculo a oportunidade". Agosto de 1999/2000/2001.

- Asociación de Psicopedagogos de Neuquén. Distinción Miembro de honor de esa Asociación.